# Filippo II di Spagna
Filippo II di Spagna (Valladolid, 21 maggio 1527 – San Lorenzo de El Escorial, 13 settembre 1598), noto anche come Filippo il Prudente (Felipe el Prudente), dal 1556 alla sua morte fu re di Spagna come Filippo II, re del Portogallo e Algarve (dal 1581), re di Sicilia, re di Sardegna, re di Napoli (dal 1554) come Filippo I (in portoghese Filipe I) e duca di Milano (dal 1540).
Fu anche re consorte d'Inghilterra dal 1554 al 1558 (sebbene, nell'ultimo periodo, avesse fatto pressioni per divenire re regnante, ma senza successo).

## Biografia

### Nascita e infanzia: 1527-1537
Filippo nacque a Valladolid, allora capitale del regno di Castiglia, il 21 Maggio 1527 presso il Palacio de Pimentel. Figlio di Carlo V d'Asburgo, Re di Castiglia e Aragona, e di Isabella di Portogallo, era il primogenito maschio e dunque erede designato degli Asburgo di Spagna, inoltre essendo sua madre della Casa di Aviz, all'epoca regnante in Portogallo, aveva anche un diritto al trono di Lisbona, cosa che gli permise successivamente di rivendicare il regno di Portogallo creando così l'Unione Iberica. Nominato Principe delle Asturie, per i primi anni fu affidato alle cure della governante reale Leonor de Mascarenas, già dama di compagnia della regina Isabella, mentre la sua educazione venne curata da Juan Martínez Silíceo, futuro arcivescovo di Toledo e cardinale

### Giovinezza: 1537-1540
In un primo momento la sua educazione consistette principalmente negli esercizi delle armi e nello studio della letteratura, ma in seguito prese a trattare numerosi altri campi del sapere umano e in particolar modo la linguistica. Il principe, infatti, poté studiare con docenti illustri, tra cui l'umanista Juan Cristóbal Calvete de Estrella, riuscendo a conseguire una buona padronanza del latino e dello spagnolo.
Nonostante lo zelo Filippo non riuscì mai a eguagliare il padre, dato che mancava di ogni conoscenza della cultura tedesca: infatti Filippo, nato, cresciuto ed educato in Spagna, si sentiva culturalmente spagnolo e considerava il proprio Paese come il baricentro dell'impero; per questo gli era estraneo il Sacro Romano Impero, che a sua volta percepiva il principe come uno straniero. Questo, in ultima analisi, impedì la sua successione al trono imperiale. All'età di undici mesi, nell'aprile del 1528, ricevette il giuramento di fedeltà come erede alla corona dalle Cortes di Castiglia; rimase sotto le cure della madre, Isabella d'Aviz, e delle sue dame portoghesi fino alla morte di lei, nel 1539.
In questo periodo strinse rapporti particolarmente profondi con una delle dame della madre, Dona Lenor de Mascarenhas, con due delle sue sorelle, Maria e Giovanna d'Asburgo, e i suoi due paggi, il nobile portoghese Ruy Gómez de Silva e Luis de Requesens, figlio del governatore Juan de Zúñiga, che avrebbero servito il sovrano per l'intera durata della loro vita, esattamente come sarebbe successo per Gonzalo Pérez, suo segretario particolare sin dal 1541.
Secondo le usanze della corte spagnola Filippo ricevette il titolo di Principe delle Asturie e, sempre sulla scia dei costumi degli Asburgo, divenne ben presto oggetto di trattative matrimoniali con l'erede titolare del Regno di Navarra. La Navarra, infatti, era stata acquisita solo pochi decenni prima, durante il regno di Ferdinando II d'Aragona, creando una costante tensione con gli eredi legittimi della provincia, la casa di Albret, tributari del Regno di Francia. Per risolvere il conflitto, Carlo V propose al titolare della Navarra un matrimonio tra Filippo e la sua unica erede, Giovanna III di Navarra, ma l'opposizione del re di Francia Francesco I fece fallire il progetto nel 1541.
Filippo ricevette una buona educazione nelle arti militari da Juan de Zúñiga e da Fernando Álvarez de Toledo, Duca d'Alba, con il quale partecipò alle guerre d'Italia, presenziando all'assedio di Perpignano del 1542. Non vide però l'azione in cui le truppe del suo mentore, il duca d'Alba, decisamente inferiori di numero, sconfissero gli assedianti francesi guidati dal delfino Enrico. Di ritorno da Perpignano, ricevette a Monzón il giuramento di fedeltà delle cortes di Aragona. Alla morte della moglie, Carlo V decise di prendere sotto la propria personale tutela il figlio, incominciando la sua formazione politica in modo che potesse affiancarlo nel governo del vasto impero, come testimoniano le istruzioni dell'imperatore al figlio in cui sono elencate le virtù del buon governante: pietà, pazienza, modestia e diffidenza.
Nel 1540 Carlo V cedette al figlio il Ducato di Milano e tre anni dopo, convinto del precoce ingegno del figlio e del suo carattere grave e prudente, gli affidò la reggenza sull'intera Spagna, affiancandogli esperti consiglieri, tra cui Francisco de los Cobos y Molina e il duca d'Alba; tali poteri divennero, de facto, pari a quelli del monarca nel 1550. Gli effetti di tale educazione furono notevoli sulla personalità del principe: parlava a bassa voce, era freddo, flemmatico, dotato di un gelido autocontrollo, con un sorriso tagliente come una spada, così come fece notare un suo ministro. L'ambasciatore veneziano Paolo Fagolo lo descrisse così nel 1563: «Basso di statura, dal viso rotondo, con gli occhi azzurro chiari, un labbro prominente, la pelle rosa, ma il suo intero aspetto è molto attraente [...] si veste con molto gusto, e i suoi atti sono cortesi e gentili».

### Ascesa al trono

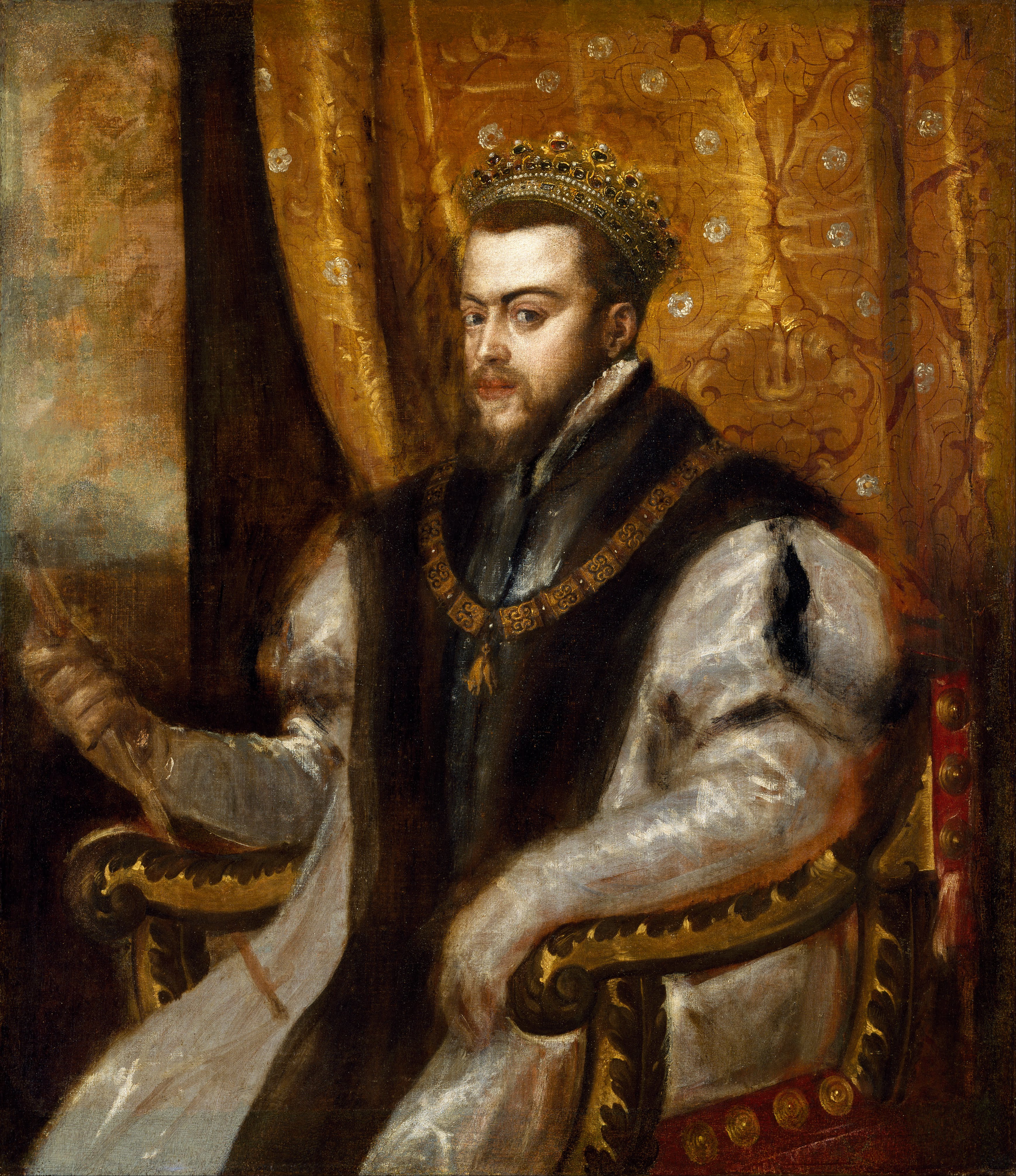
Ritratto del re di Spagna Filippo II d’Asburgo, sempre di Tiziano (1551 circa; Cincinnati Art Museum).

Carlo V aveva governato il Regno di Spagna e il Sacro Romano Impero; avrebbe pertanto desiderato che suo figlio gli succedesse anche come imperatore, ma incontrò l'opposizione del fratello, Ferdinando, eletto re dei Romani nel 1531. Nel 1550 l'imperatore consegnò ufficialmente al figlio la reggenza dei domini spagnoli, dai quali dipendevano i domini dell'Italia meridionale e le colonie. Nel 1551, per risolvere gli screzi con il fratello Ferdinando, l'imperatore fu costretto a un compromesso: Ferdinando sarebbe divenuto imperatore, re di Germania e re d'Italia, ma, dopo la sua morte, Filippo avrebbe ottenuto i titoli, concedendo al figlio di Ferdinando, Massimiliano, la corona di re dei Romani e l'incarico di governatore della Germania.
Anche tale accordo, tuttavia, fallì per via dell'aspirazione di Ferdinando a creare una dinastia autonoma e così, nel 1555, Filippo rinunciò alla sua rivendicazione al trono imperiale. La successione nei Paesi Bassi fu, invece, meno traumatica, dal momento che già nel 1549 Carlo V, con una Prammatica Sanzione, aveva istituito il titolo di "Signore dei Paesi Bassi" per indicare l'unificazione sotto un unico governo delle diciassette province preesistenti e aveva imposto che alla sua morte tale titolo sarebbe passato al figlio. Nel 1553 Carlo V cedette al figlio la corona dei regni di Napoli, Sicilia e Sardegna. Il 22 ottobre del 1555 Carlo V abdicò a Bruxelles e consegnò al figlio il titolo di Gran maestro del Toson d'oro.
Tre giorni dopo, in una grande cerimonia, davanti a centinaia di ospiti, Carlo V abdicò anche come Sovrano dei Paesi Bassi mentre solo il 10 giugno dell'anno seguente cedette al figlio i titoli borgognoni. Infine, il 16 gennaio 1556, Carlo I di Spagna (V come imperatore), nelle sue stanze private, senza alcuna cerimonia, cedette a Filippo le corone dei regni iberici, della Sicilia, della Sardegna e delle Indie, di cui aveva già ottenuto il governo secondo le Instrucciones de Palamós.

### Politica interna

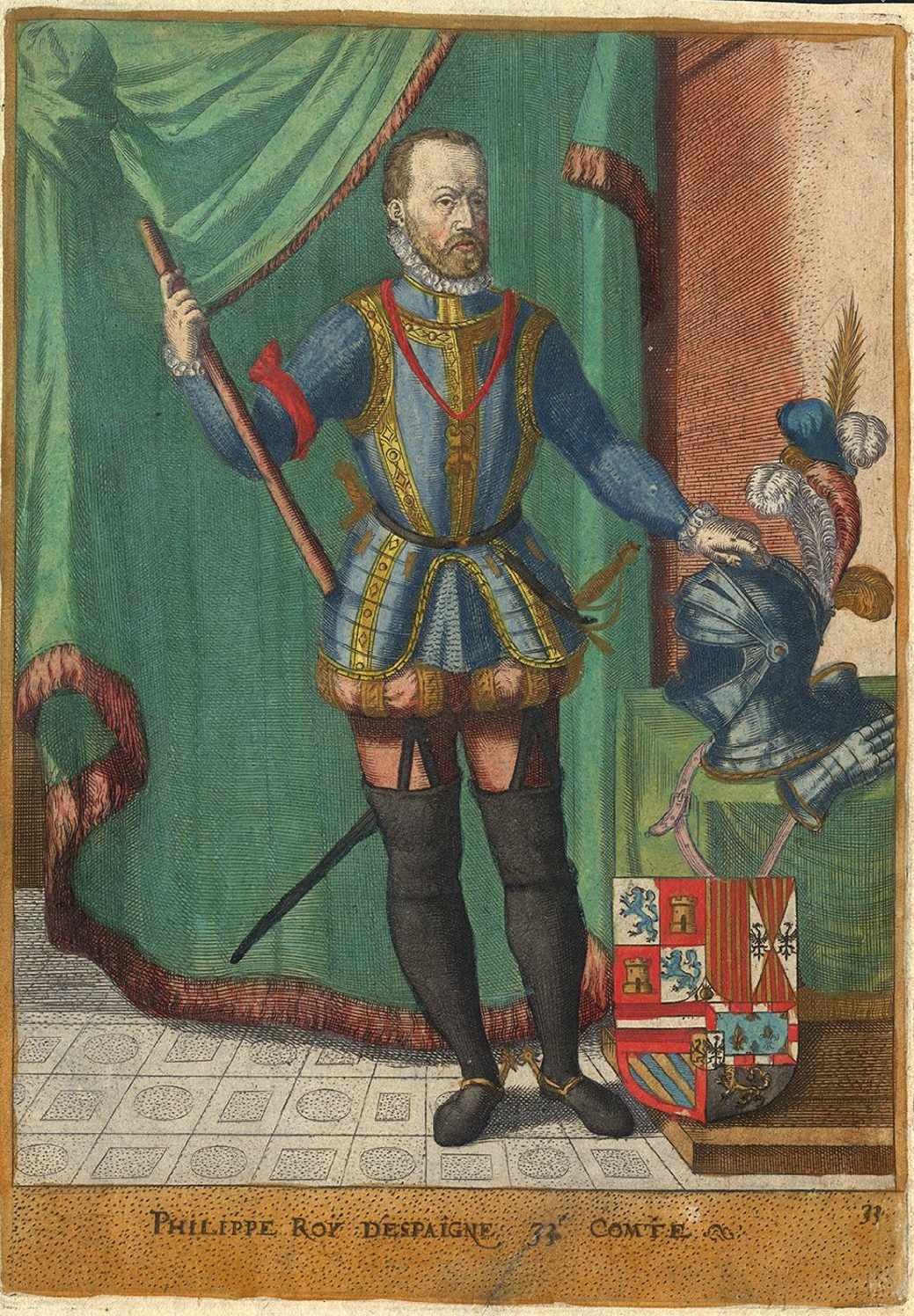
Stampa raffigurante il re di Spagna Filippo II d'Asburgo

Dopo aver vissuto, nei primi anni del suo regno, nei Paesi Bassi, Filippo II decise di tornare in Spagna, stabilendo la capitale del proprio impero presso la città di Madrid, al centro dell'altopiano della Castiglia. Sebbene sia stato descritto come un monarca assoluto, Filippo II dovette affrontare non pochi vincoli alla sua autorità. Infatti, l'Impero spagnolo, su cui regnava, non era uno Stato unitario, ma una federazione di regni separati che conservavano ciascuno le proprie leggi, i fueros, usanze, consuetudini e statuti o privilegi; le cortes locali conservavano la piena potestà tributaria e potevano in ogni momento opporsi ai voleri del governo centrale e infine neppure le forze armate erano unitarie, ma venivano arruolate tra la popolazione delle province alle quali restavano fortemente legate.
Per tali motivi, l'autorità degli Asburgo era assai debole e in ogni momento poteva essere posta in discussione da tali assemblee locali, espressione della nobiltà e dei ceti borghesi locali (questi ultimi erano particolarmente potenti nella Generalitat de Catalunya). Un esempio che ben testimonia questa precaria situazione fu la ribellione del 1591-92 dei territori della Corona d'Aragona, quando Filippo II fece arrestare il nobile Antonio Pérez attraverso l'Inquisizione, violando i fueros. Oltre alla nobiltà, Filippo II dovette gestire il problema della popolazione dei moriscos, i discendenti della popolazione musulmana, che, stanziatisi principalmente in Andalusia, avrebbero potuto agevolare un eventuale attacco ottomano.
Nel 1568 i moriscos, esacerbati dalle campagne di conversione al cattolicesimo e dai tentativi di assimilazione, si ribellarono e solo a fatica Filippo II poté ristabilire il proprio dominio, ordinando di disperderli presso altre province per meglio controllarli. Altro problema fu quello fiscale; infatti, la Spagna, nonostante gli immensi domini, presentava una popolazione assai scarsa, mentre la riscossione delle imposte, nelle mani delle cortes locali, risultava quanto mai discontinua. Di conseguenza il regno divenne estremamente dipendente dai flussi di reddito del Nuovo Mondo, i quali, però, non furono impiegati in investimenti, ma in spese militari o per il mantenimento dell'apparato burocratico, causando una fortissima inflazione. Infine il regno di Filippo II vide il fiorire della cultura spagnola, dando inizio al cosiddetto Siglo de Oro, lasciando una ricca e duratura eredità nel campo della letteratura, della musica e delle arti visive. Inoltre il 21 settembre 1551, con decreto reale, Filippo II creò la Reale e pontificia università del Messico, probabilmente la più antica università del continente americano.

#### Situazione finanziaria e inflazione

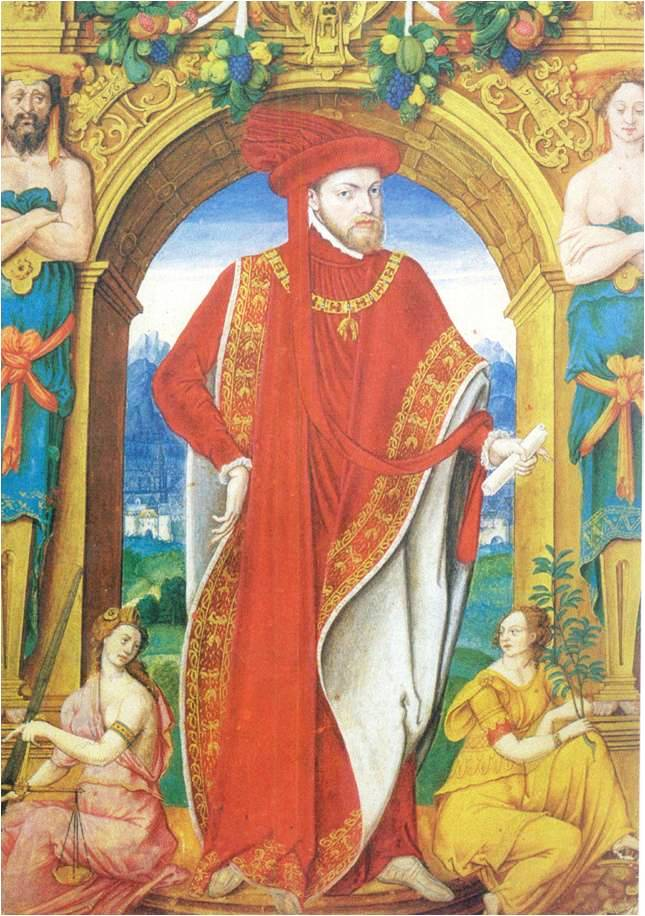
Ritratto del re di Spagna Filippo II d'Asburgo con le vesti dell'Ordine del Toson d'oro, Simon Bening, Instituto Valencia de Don Juan

Carlo V aveva lasciato a Filippo un debito di circa venti milioni di ducati, con un deficit annuo di un milione. Il debito, unito alle forti spese militari e alla necessità anche in periodo di pace di provvedere alla difesa di un impero estremamente variegato (la sola Armata delle Fiandre costava 1 200 000 fiorini al mese), rese la situazione finanziaria estremamente precaria, tanto che Filippo II dovette dichiarare fallimento per tre volte: nel 1557, 1575 e 1596.
Con la dichiarazione di fallimento il re non ottemperava alle proprie obbligazioni né i creditori avrebbero potuto costringerlo a ottemperare, ma questo significava che ogniqualvolta in futuro la monarchia avesse avuto bisogno di prestiti, li avrebbe ottenuti a tassi d'interesse estremamente più alti e con l'obbligo di fornire garanzie, per esempio sui proventi minerari o sul patrimonio fondiario. Si creava, cioè, una situazione di avvitamento la quale, a sua volta, costrinse la monarchia a dichiarare bancarotta per ben sei volte nei successivi 65 anni.
La situazione finanziaria dell'impero fu ulteriormente aggravata dal fatto che Filippo II non poté mai porre mano a una riforma del sistema fiscale, materia di competenza delle cortes, per via delle fortissime resistenze delle assemblee locali, che si limitavano a fornire contribuzioni assai limitate. Questo comportava che il bilancio dello Stato dipendeva principalmente dagli introiti fiscali della Castiglia (l'unico regno su cui Filippo potesse vantare autentica sovranità fiscale) e dalle colonie (ormai nel 1616 la Castiglia e le colonie coprivano da sole oltre il 65% delle spese) ma, essendo la popolazione della Castiglia assai ridotta, i carichi della Flotta del Tesoro spagnola divennero essenziali per la sopravvivenza della monarchia.
La situazione sarebbe stata meno precaria se le forti spese del regno fossero state indirizzate verso investimenti in attività produttive, ma così non fu: le spese militari appesantirono la condizione del regno e contribuirono non poco al declino del secolo seguente. Infatti, l'afflusso di lingotti e risorse dall'America stimolò un forte fenomeno di inflazione che incoraggiò il governo ad alimentare le spese e la pressione fiscale per compensare la svalutazione della moneta, mentre i produttori reagivano aumentando i prezzi dei loro prodotti, con grave danno delle categoria a reddito fisso, dal momento che l'adeguamento dei salari era più lento rispetto all'aumento del costo della vita.
Questo fenomeno, unito al peso del fisco, danneggiava l'economia del regno e incoraggiava le importazioni a forte svantaggio della produzione nazionale e ben presto la bilancia commerciale spagnola cominciò a segnare un forte deficit. La riduzione della produzione nazionale e l'ulteriore aumento delle spese militari dovuto allo scoppio della guerra degli ottant'anni dissestarono ulteriormente l'economia e costrinsero Filippo II a dichiarare insolvenza nel 1557, ma ben presto il regno divenne dipendente dai prestiti concessi dai banchieri di Genova e dai Fugger. Nel 1596 ormai il costo degli interessi era divenuto talmente elevato da incidere per il 40% sulle entrate del regno e Filippo II, privo di risorse e in guerra contro la Francia, dichiarò per la quarta volta bancarotta.

#### Pubblica amministrazione
A differenza della Francia o dell'Inghilterra, la Spagna di Filippo II non era uno Stato unitario propriamente detto, ma una federazione di varie province unite dal vincolo della comune dinastia. Questo comportava che esistevano non una ma diverse assemblee, che conservavano poteri non irrilevanti in campo legislativo e fiscale; esse erano le Cortes Generales per la Castiglia e la Navarra, le Cortes del Regno d'Aragona, la Generalitat de Catalunya per la contea di Catalogna e la Generalitat Valenciana per il Regno di Valencia.
Ogni provincia, pur sotto il controllo di un viceré, dipendente direttamente da Filippo II, conservava i diritti e le competenze sovrane antecedenti all'unione con la Castiglia, mentre il sovrano, in caso di conflitti, avrebbe dovuto assumere il ruolo di arbitro finale. A causa di questa complessa situazione, Filippo decise di istituire una forte amministrazione centrale incentrata sulla corte e sulla persona del monarca, avente come sede unica la città di Madrid, favorita per la sua posizione al centro dell'altopiano di Castiglia e maggiormente adatta in caso di ulteriore espansione urbana rispetto a Valladolid o Toledo. Nelle vicinanze della città, inoltre, costruì la reggia di San Lorenzo de El Escorial, prendendo come modello architettonico la graticola su cui fu bruciato san Lorenzo. Al vertice della burocrazia si trovava la corona, in capo alla quale dipendevano diversi consigli collegiali.
I più importanti avevano competenze generali sull'intero impero e a essi si affiancavano sei consigli incaricati di amministrare determinate aree sottoposte alla corona: Consiglio della Castiglia, Consiglio delle Indie, della Corona portoghese, delle Fiandre, d'Italia, dell'Aragona. Ai consigli con ambito territoriale furono aggiunti quattro organi collegiali specializzati in alcune materie: inquisizione, ordini militari, finanze e imposte per le Crociate.
Negli ultimi anni del regno Filippo II modificò tale assetto, integrando i consigli con commissioni autonome, le juntas, tra le quali occorre ricordare la giunta della notte, lo strumento con cui Filippo II esercitò la propria autorità durante la malattia che lo condusse alla morte. Tuttavia, il vero punto focale della politica di Filippo II fu l'affidamento di cariche di servizio e di governo alla piccola nobiltà degli hidalgo allo scopo di bilanciare l'eccessivo potere economico e politico del clero e dei Grandi. Infine, Filippo II interpretò il ruolo della corona nel senso più rigido, per cui il sovrano, primo funzionario dello Stato, aveva il dovere di esercitare un continuo, capillare e costante controllo sull'intero apparato amministrativo e pertanto egli si rifiutava di delegare anche l'esecuzione della più insignificante pratica ai suoi funzionari.
Si è potuto affermare che nella monarchia spagnola del Cinquecento era massima la concentrazione del potere al vertice e minima la sua irradiazione alla base.»
(A. Padoa-Schioppa, Italia ed Europa nella storia del diritto, p. 377)
Tuttavia tale accentramento dei poteri in capo al monarca appesantì la macchina amministrativa e creò una forte dipendenza di essa dalle qualità personali del sovrano e questo divenne essenziale quando la corona passò ai successori di Filippo II che, a cominciare da Filippo III, non erano adatti al compito.

#### Rivolta di Las Alpujarras e crisi aragonese
Nel 1567, nel quadro di una situazione internazionale in cui diveniva sempre più pressante la minaccia mediterranea dell'Impero ottomano, Filippo II emanò un decreto che pose fine a ogni forma di tolleranza verso la cultura moresca, bandendone la lingua araba o berbera, l'uso dei nomi, la foggia degli abiti e si spinse fino alla distruzione di testi e documenti e all'obbligo per i moriscos di fare educare i loro figli da preti cattolici. Subito, all'annuncio delle proposte, scoppiò una dura rivolta nei territori dell'antico Regno di Granada; i due comandanti, Íñigo López de Hurtado de Mendoza, marchese di Mondéjar e Luis Yáñez Fajardo de la Cueva, marchese di los Vélez, fallirono e la rivolta degenerò in una vera e propria guerriglia, con il non irrilevante sostegno degli Stati barbareschi.
Nel 1569 i due comandanti furono sostituiti da don Giovanni d'Austria, fratellastro dello stesso Filippo, e da Álvaro de Bazán, ma solo a seguito di due anni di accaniti combattimenti la rivolta poté dirsi sedata definitivamente; Filippo II, per evitare la ripetizione di simili eventi, ordinò la dispersione di oltre 80 000 moriscos in altre regioni della Spagna. Un'altra crisi che scosse l'unità stessa del regno avvenne nel 1591 a seguito della decisione del sovrano di far arrestare dall'Inquisizione il proprio segretario, il nobile aragonese Antonio Pérez, accusato dell'omicidio di Juan de Escobedo, confidente di don Giovanni d'Austria. Antonio Pérez, tuttavia, si era ritirato a Saragozza, richiedendo la protezione dei fueros, le leggi locali dell'Aragona e Filippo II, inviando l'Inquisizione ad arrestare il suo ex segretario, aveva violato proprio una di queste.
Scoppiò subito un forte conflitto tra la corona e la nobiltà aragonese, già assai scontenta dell'operato del re per la nomina a viceré d'Aragona di un castigliano, il marchese di Almenara, al posto dell'aragonese conte di Sasago. L'arresto di Antonio Pérez, di conseguenza, esacerbò ulteriormente gli animi della classe dirigente locale e della popolazione, convinta che il sovrano stesse esautorando la classe dirigente locale per preparare l'annessione diretta alla Castiglia. Filippo II, nell'ottobre del 1591, fu quindi costretto a inviare 12 000 soldati per contrastare il reclutamento di milizie locali e difendere i confini da un'eventuale invasione francese. Il conflitto fu ricomposto solo l'anno seguente con la convocazione delle cortes aragonesi a Tarazona con cui Filippo, in cambio di maggiori stanziamenti, ottenne la limitazione di alcuni privilegi locali; Antonio Pérez, invece, fuggì in Francia e poi in Inghilterra, dove morì nel 1611.

### Politica estera

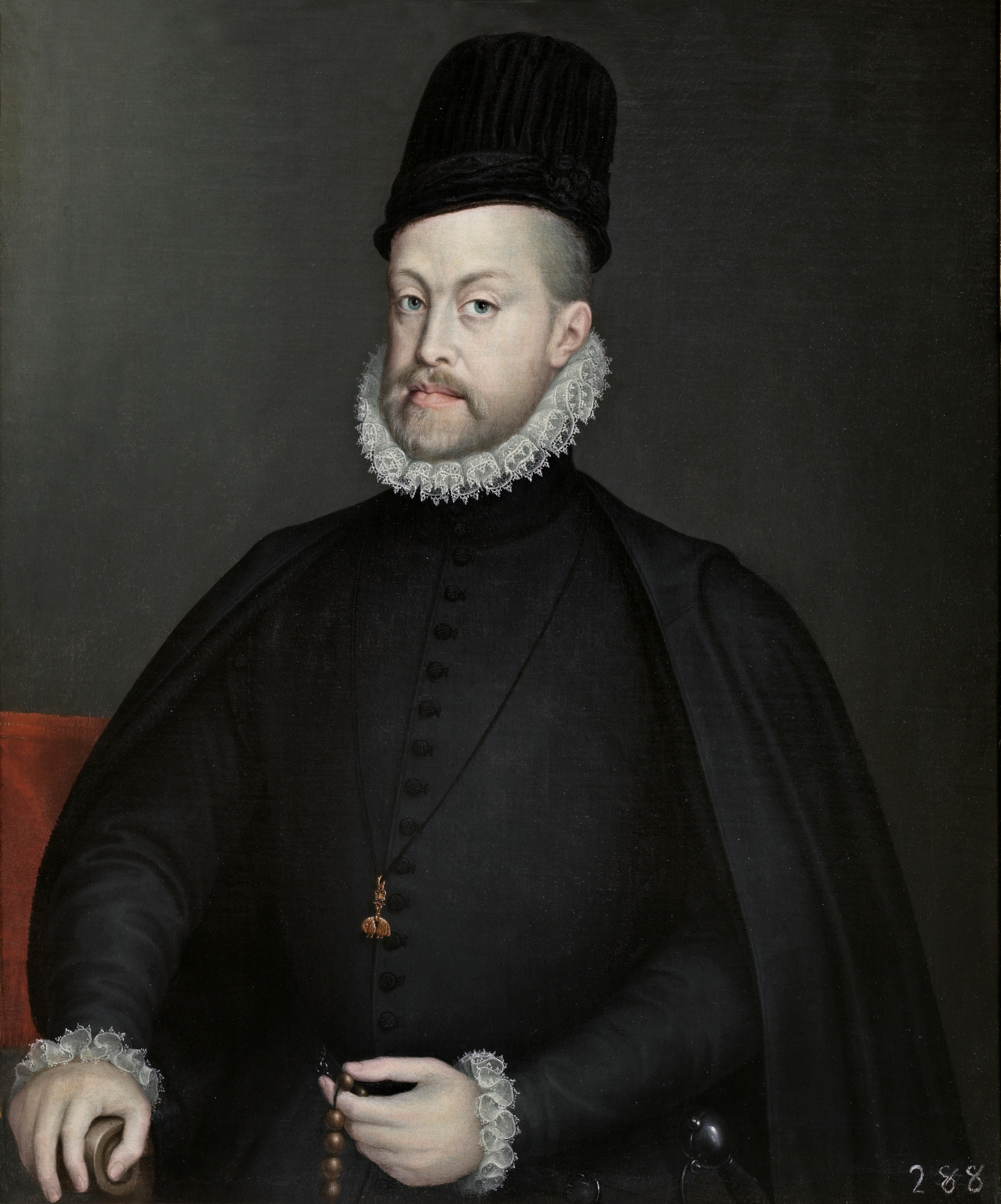
Filippo di Spagna, ritratto da Sofonisba Anguissola (1573; Madrid, Museo del Prado).

La politica estera di Filippo II fu determinata da una combinazione di fervore cattolico e di zelo dinastico. Infatti, Filippo II interpretò il ruolo proprio e della Spagna come quello del principale difensore dell'ortodossia cattolica nei confronti dei turchi ottomani e degli eretici protestanti. Tale lotta lo impegnò per tutta la vita, né mai cedette a compromessi: combatté contro le eresie anche su più fronti, piuttosto che concedere la libertà di culto nei suoi territori. Di tale compito era assolutamente consapevole e nel 1566 scrisse a Luis de Zúñiga y Requesens che:
Tale rigida politica fu applicata in primo luogo nei Paesi Bassi dove, durante il regno di Carlo V, il protestantesimo e il calvinismo avevano posto profonde radici. Pertanto, abbandonando le cautele paterne, irrigidì le sanzioni e impose tribunali speciali per sradicare ogni focolaio eretico, ma suscitò la rivolta che, con il coinvolgimento di Francia e Inghilterra, continuò per tutta la durata del regno di Filippo II e dei suoi successori. Il sostegno dato dall'Inghilterra ai ribelli olandesi fu inoltre la principale causa del fallimentare tentativo di Filippo II di invasione, che si concluse tragicamente con il disastro dell'Invincibile Armata del 1588.
Fallì anche il suo coinvolgimento, a sostegno della Lega cattolica nelle guerre di religione francesi, attuato per impedire l'ascesa al trono di un ugonotto. La lotta contro i Turchi ebbe, invece, successo, grazie all'intervento della Spagna nella Lega Santa e alla vittoria, conseguita dal fratellastro, don Giovanni d'Austria, nella battaglia di Lepanto nel 7 ottobre del 1571. Infine, tra i suoi successi, va annoverato anche il conseguimento dell'unione dinastica con il Regno del Portogallo, a seguito dell'estinzione dei membri della Casa d'Aviz e della crisi di successione portoghese.

#### Italia
Nei suoi primi anni di regno, la politica estera di Filippo II guardò all'Italia nella quale si stavano consumando le ultime fasi del lungo conflitto con la Francia. Nel 1557, tuttavia, l'esercito spagnolo, guidato da Emanuele Filiberto di Savoia, sconfisse i francesi nella battaglia di San Quintino e l'anno seguente anche nella battaglia delle Gravelinghe. Nel 1559 il re di Francia Enrico II accettò di stipulare il trattato di Cateau-Cambrésis, con il quale riconosceva il dominio spagnolo sulla Franca Contea e sui domini italiani (Ducato di Milano, Regno di Napoli, Sicilia, Sardegna, Presidi) e implicitamente la situazione di soggezione più o meno diretta di tutti gli altri principati italiani, salvo la Repubblica di Venezia e lo Stato della Chiesa. Il trattato segnò l'inizio del predominio spagnolo sull'intera Europa occidentale a scapito della Francia, la quale ben presto, a seguito della morte di Enrico II per una ferita in un torneo, cadde in un periodo di crisi politica che, con lo scoppio delle guerre di religione francesi, sarebbe durato per diversi decenni.
In realtà, anche sulla penisola il re di Spagna «rimetteva tutto, sino al minimo dettaglio, ai suoi Consigli e ai suoi consiglieri. Non prese mai decisioni basandosi solo sulle proprie opinioni o preferenze. (...) Le decisioni sull'Italia venivano prese sempre insieme al cardinal Granvelle e a Mateo Vasquez, che esercitava una sorta di controllo esclusivo sugli affari della penisola».

#### Mediterraneo
Altro fronte caldo fu il Mediterraneo, dove il potere crescente dell'Impero ottomano minava la stabilità dell'Impero spagnolo. Infatti nel 1558 l'ammiraglio turco Piyale Pascià conquistò le isole Baleari, infliggendo gravi danni su Minorca e riducendo la popolazione in schiavitù, per poi razziare le coste spagnole. A questo punto, Filippo II fece appello al papa e a tutte le altre potenze mediterranee per unirsi in coalizione e contenere il turco. Dal regno siciliano prese il via il conflitto con i turchi e i corsari musulmani con una "militarizzazione" dell'isola portata avanti da viceré dalle spiccate attitudini militari, che costruirono torri d'avvistamento, mura intorno alle città progettate secondo i principi della fortificazione moderna, cittadelle a difesa di porti e punti nevralgici.
Nel 1560 Filippo II organizzò la Lega Santa tra la Spagna, la Repubblica di Venezia, la Repubblica di Genova, lo Stato Pontificio, il Ducato di Savoia e i Cavalieri di Malta, armando una flotta congiunta di 200 navi (60 galee e 140 navi minori) a Messina, con lo scopo di trasportare oltre 30 000 soldati; il comando fu affidato a Giovanni Andrea Doria, nipote del celebre ammiraglio genovese Andrea Doria. Il 12 marzo 1560, la Lega Santa catturò l'isola di Gerba, in ottima posizione strategica e in grado di controllare le rotte marittime tra Algeri e Tripoli. Come risposta, Solimano il Magnifico inviò una flotta ottomana di 120 navi, sotto il comando di Piyale Pascià. La flotta turca, giunta in posizione il 9 maggio 1560, attaccò quella della Lega, ottenendo, dopo una battaglia di tre giorni, un clamoroso successo (anche per via dell'arrivo di rinforzi al comando di Turgut Reis).
Nello scontro la Lega Santa perse sessanta navi e 20 000 uomini; Giovanni Andrea Doria poté a malapena fuggire con una piccola imbarcazione, mentre gli Ottomani ripresero la Rocca di Gerba. Nel 1565 gli Ottomani inviarono una poderosa spedizione allo scopo di conquistare Malta, ma il grande assedio dell'isola fallì anche per i soccorsi inviati da Filippo II agli assediati. Nel 1570 i Turchi attaccarono Cipro, ponendo sotto assedio le fortezze veneziane, e questo spinse la Lega ad agire armando una nuova potente flotta che, affidata al comando del fratellastro di Filippo, Don Giovanni d'Austria, salpata da Messina, dopo una sosta a Cefalonia, il 7 ottobre 1571 inflisse una sonora sconfitta ai turchi nella battaglia di Lepanto. Nel 1573 Don Giovanni d'Austria riprese Tunisi, ma la rinnovata flotta turca di 250 galee, guidata da Uccialì, riconquistò la città dopo un assedio di quaranta giorni. Questo non sminuì l'importanza di Lepanto, che segnò la fine della minaccia ottomana e il primo segnale di indebolimento dell'impero turco, che nel 1585 firmò un trattato di pace con la Spagna e le altre potenze cristiane.

#### Conquista del Portogallo

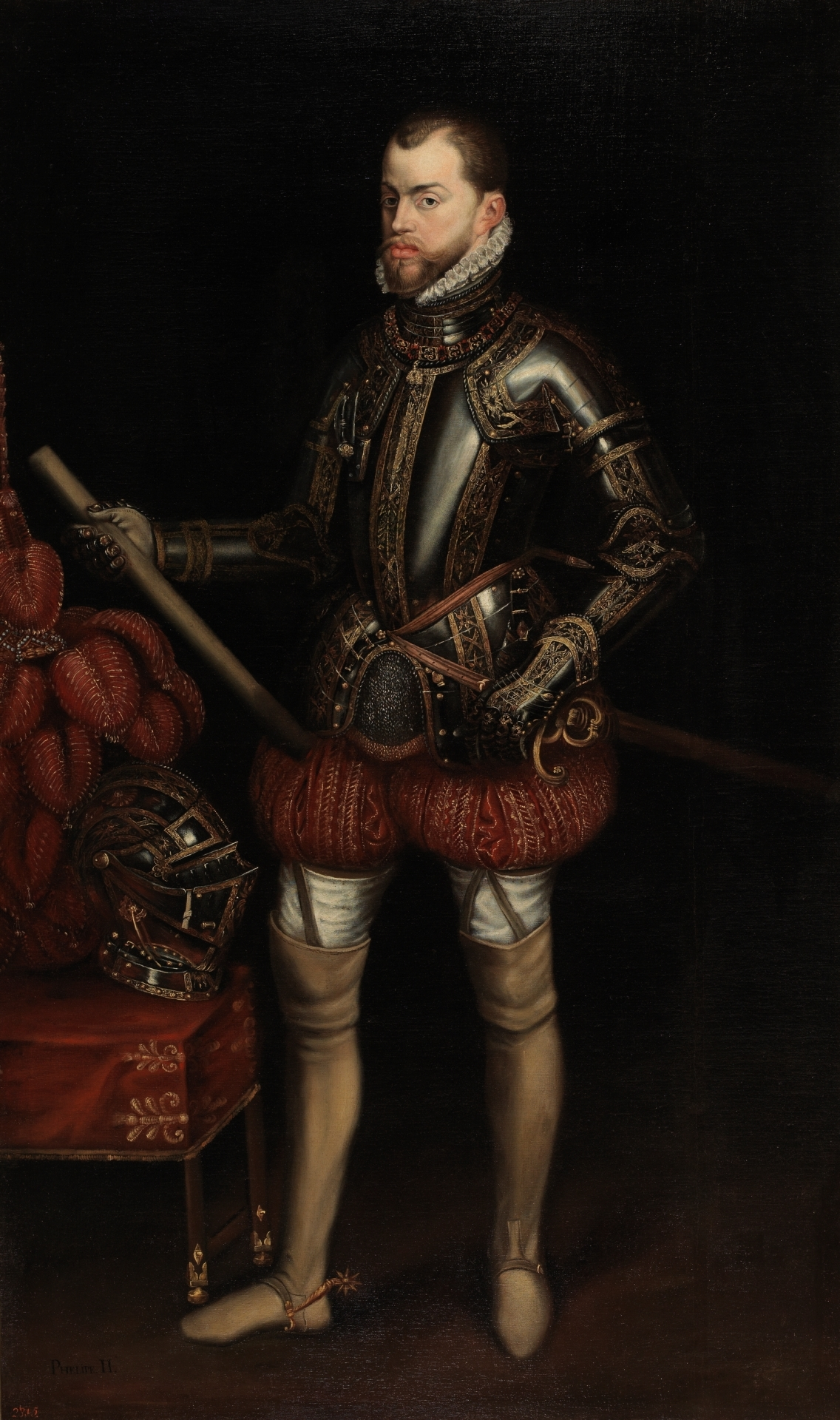
Ritratto in armatura del re di Spagna Filippo II d'Asburgo, di Antonio Moro (1601-50; Madrid, Museo del Prado).

Nel 1578 il giovane re Sebastiano I del Portogallo morì nella battaglia di Alcazarquivir non lasciando alcun erede; gli succedette lo zio, ultimo membro legittimo della casata di Aviz, Enrico I. Il nuovo sovrano era però già anziano e soprattutto era diventato cardinale e inquisitore generale; solo il papa Gregorio XIII avrebbe potuto liberarlo dai suoi voti per consentirgli di tornare allo stato laicale, sposarsi e sperare di avere un erede. Ciò non avvenne e, quando il cardinale-re Enrico I morì, nel 1580, si aprì la crisi di successione portoghese. Dopo la scomparsa di Enrico I fu disposta la creazione, secondo le volontà del defunto, di un consiglio di reggenza, mentre fu convocata la dieta ad Almereim per scegliere il nuovo sovrano.
Furono tre le rivendicazioni più forti verso il trono del Portogallo: quella dei duchi di Bragança, Caterina e Giovanni I, quella di Filippo II di Spagna e quella di Antonio I del Portogallo, priore di Crato. Antonio I ruppe gli indugi e, invocando il sentimento anti-spagnolo assai diffuso presso la popolazione, riuscì a farsi proclamare re del Portogallo, spingendo i membri del Consiglio di reggenza a fuggire in Spagna e a proclamare sovrano Filippo II. Quest'ultimo, che da tempo aveva approntato un corpo di spedizione di oltre 35 000 uomini al comando di Fernando Álvarez de Toledo, Duca d'Alba, aprì le ostilità e invase il paese.
Nella battaglia di Alcântara l'esercito spagnolo disfece le milizie portoghesi di Antonio, che fuggì nelle Azzorre. Filippo II poté facilmente occupare Lisbona, incamerando i cospicui beni della corona portoghese, e il resto dello Stato, comprese le colonie del Brasile, delle Indie Orientali e le basi commerciali in Africa e Asia. L'anno seguente Filippo II fu riconosciuto legittimo sovrano dalle cortes portoghesi riunite a Tomar, dietro però la promessa di mantenere separati i due Stati e di mantenere la valuta, il governo e il diritto portoghesi; incominciava così l'Unione iberica. Nel 1583 Filippo fece ritorno in Spagna, nominando il nipote Alberto d'Austria viceré e istituendo a Madrid un nuovo consiglio specializzato per consigliarlo sui temi portoghesi. Per accattivarsi la nobiltà del regno concesse numerose posizioni nei tribunali spagnoli.

#### Francia
I rapporti diplomatici tra Francia e Spagna peggiorarono a seguito della crisi di successione portoghese allorquando Francia e Inghilterra decisero di inviare una flotta congiunta, sotto il comando dell'esule fiorentino Filippo Strozzi, per sostenere il pretendente portoghese Antonio, priore di Crato. Scopo della flotta era garantire al pretendente un dominio sicuro nelle isole Azzorre ma la battaglia di Terceira, svoltasi il 26 luglio 1582, segnò la fine delle speranze del pretendente, sebbene il contingente militare francese fosse stato la più grande forza militare inviata oltremare prima di Luigi XIV.
A seguito della vittoria navale di Terceira, infatti, si svolse la conquista delle Azzorre da parte delle truppe ispano-portoghesi fedeli a Filippo II (I in Portogallo) sotto la guida dell'ammiraglio Don Álvaro de Bazán, marchese di Santa Cruz. Poco tempo dopo, Filippo decise di finanziare la Lega cattolica per poi intervenire, nel 1589, nelle guerre di religione francesi con l'invio di un esercito sotto il comando di Alessandro Farnese.
Lo scopo dell'intervento fu la deposizione dell'ugonotto Enrico IV di Francia per sostituirlo con la propria figlia prediletta, Isabella Clara Eugenia d'Asburgo, la quale traeva i propri diritti successori dalla madre, Elisabetta di Valois, terza moglie di Filippo II. Infatti, sebbene Elisabetta avesse rinunciato ai suoi diritti, il parlamento di Parigi, filo-cattolico, reintegrò nei diritti la figlia di lei e Filippo II ordinò al Farnese di porre la città di Parigi sotto assedio nel 1590 e Rouen nel 1592. Di fronte alla minaccia spagnola, nel 1593, Enrico IV accettò di convertirsi al cattolicesimo, riconquistando così i consensi di larga parte dell'opinione pubblica cattolica, stanca dei conflitti decennali; due anni dopo, con una situazione interna in via di riassestamento, dichiarò guerra alla Spagna per dimostrare che la religione non era altro che un pretesto di Filippo II per occupare il paese.
La guerra, nonostante l'appoggio della Lega cattolica a Filippo, fu assai incerta e le truppe spagnole, sebbene riuscissero ad avanzare e a conquistare Amiens, non prevalsero mai direttamente e fallirono la conquista di Calais, per poi riperdere, nel settembre del 1597, anche Amiens. Nel 1598, quindi, entrambi i contendenti si piegarono a una pace di compromesso, il trattato di Vervins, che riconfermava lo status quo ante bellum, mentre Enrico IV firmava l'editto di Nantes per porre fine alle guerre di religione, garantendo agli ugonotti il diritto di culto e mantenendo il culto cattolico come ufficiale del regno.

#### Rivolta olandese
Oltre ai conflitti esteri contro la Francia e i Turchi, Filippo fu impegnato per tutto il suo regno nei Paesi Bassi, governati in suo nome dalla sorellastra Margherita d'Austria. Egli, infatti, continuando la politica di Carlo V, impose una forte pressione fiscale, escluse l'aristocrazia locale a vantaggio di una Consulta di nobili castigliani, mantenendo un esercito di occupazione e una inquisizione locale per fermare l'avanzata del calvinismo. In seguito alla rivolta calvinista del 1566, Filippo si impegnò per eliminare il tradimento e l'eresia: impose una tassa del 10% sul reddito e aumentò la presenza militare, inviando dalla Spagna Fernando Álvarez de Toledo, Duca d'Alba, con oltre 10 000 soldati.
Di nuovo la regione si ribellò apertamente nel 1568 sotto la guida di Guglielmo I d'Orange, principe di Nassau, detto il Taciturno. La governatrice Margherita fu rimossa e sostituita dal Duca d'Alba, il quale convocò il Consiglio dei torbidi, facendo condannare a morte migliaia di persone. La rivolta, tuttavia, continuò e nel 1572 Guglielmo I di Nassau ormai controllava due province, Olanda e Zelanda, da cui poteva agevolmente invadere le altre o ingaggiare una guerriglia senza quartiere per mare e terra. Il Duca d'Alba fu sostituito, ma anche il suo successore, Luis de Zúñiga y Requesens, non ebbe maggiore fortuna, anche per via di un periodo di torbidi e di ammutinamenti che impedì all'Armata delle Fiandre di proseguire l'offensiva.
Il feroce sacco di Anversa, in cui i soldati ammutinati distrussero oltre 1 000 edifici e uccisero oltre 8 000 persone, riconciliò calvinisti e cattolici nella pacificazione di Gand, suscitando feroci rivolte al grido di "morte agli spagnoli". Solo con la nomina nel 1578 di Alessandro Farnese quale governatore dei Paesi Bassi spagnoli la situazione migliorò, poiché egli, sfruttando le differenze religiose, culturali e linguistiche tra le province settentrionali e meridionali, aizzando i nobili locali uno contro l'altro, riconquistò le province meridionali.
Nonostante i successi Alessandro Farnese non riuscì a riconquistare i territori settentrionali, che ben presto diedero vita prima all'Unione di Utrecht e poi, nonostante l'assassinio di Guglielmo I di Nassau, a uno Stato autonomo, la Repubblica delle Sette Province Unite. Infine Filippo, ormai disilluso di potere mantenere efficacemente le province riconquistate direttamente sotto il proprio controllo, dispose, il 6 maggio del 1598, la devoluzione delle Fiandre alla figlia prediletta Isabella Clara Eugenia d'Asburgo e al di lei marito Alberto d'Austria.

### Rapporti con l'Inghilterra

#### Maria I d'Inghilterra

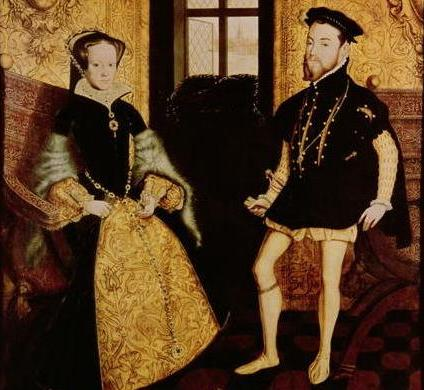
Maria & Filippo ritratti da Hans Eworth (oppure Ewoutsz).

Dopo la morte della sua prima moglie, Maria Emanuela d'Aviz, Filippo, su consiglio del padre, decise di risposarsi con la trentasettenne Maria I d'Inghilterra. Il matrimonio fu celebrato il 25 luglio del 1554 nella cattedrale di Winchester e il fatto che avvenne appena due giorni dopo il loro primo incontro fece pensare sin dall'inizio a un matrimonio dinastico. Le nozze non incontrarono il favore popolare né quello della Camera dei Comuni, la quale, di concerto con il Lord Cancelliere Gardiner, tentò di dissuadere la regina per farle sposare un inglese, ma senza esito e, in ogni caso, impose delle restrizioni.
Infatti, secondo i termini della legge per il matrimonio, il parlamento impose che tutti i documenti ufficiali fossero datati e sottoscritti con i nomi dei coniugi, che sulle monete vi fossero i ritratti della coppia e, soprattutto, che l'Inghilterra non fosse obbligata a conferire appoggio militare alla Spagna. Inoltre, il Privy Council stabilì che nei documenti Filippo, pur godendo del titolo di re, avrebbe dovuto aiutare nell'amministrazione dei regni e domini di Sua Grazia (la Regina), riducendo così il rango di Filippo a quello di re consorte. In cambio, Filippo avrebbe potuto godere, fino alla morte della moglie, di tutti i titoli e gli onori concessi alla corona.
Infine, poiché Filippo non conosceva l'inglese, si stabilì che tutti gli atti pubblici sarebbero stati tradotti anche in latino o spagnolo. Sebbene poi i coniugi regnassero congiuntamente, come dimostra il sigillo regio e la coniazione, sia in Inghilterra quanto in Irlanda furono disposti degli atti che negavano a Filippo ogni autorità in caso di tradimento. Nel 1555 papa Paolo IV, mediante l'emissione di una bolla pontificia, riconobbe Filippo e Maria come legittimi re e regina d'Irlanda, superando un contrasto che derivava dal fatto che tale titolo era stato creato dopo la scomunica di Enrico VIII. Non ebbero però figli e alla morte di Maria nel 1558 Filippo perse i suoi diritti al trono inglese senza essere riuscito peraltro a restaurare il cattolicesimo e con lo smacco della perdita di Calais, conquistata dalla Francia nello stesso anno.

#### Elisabetta I d'Inghilterra

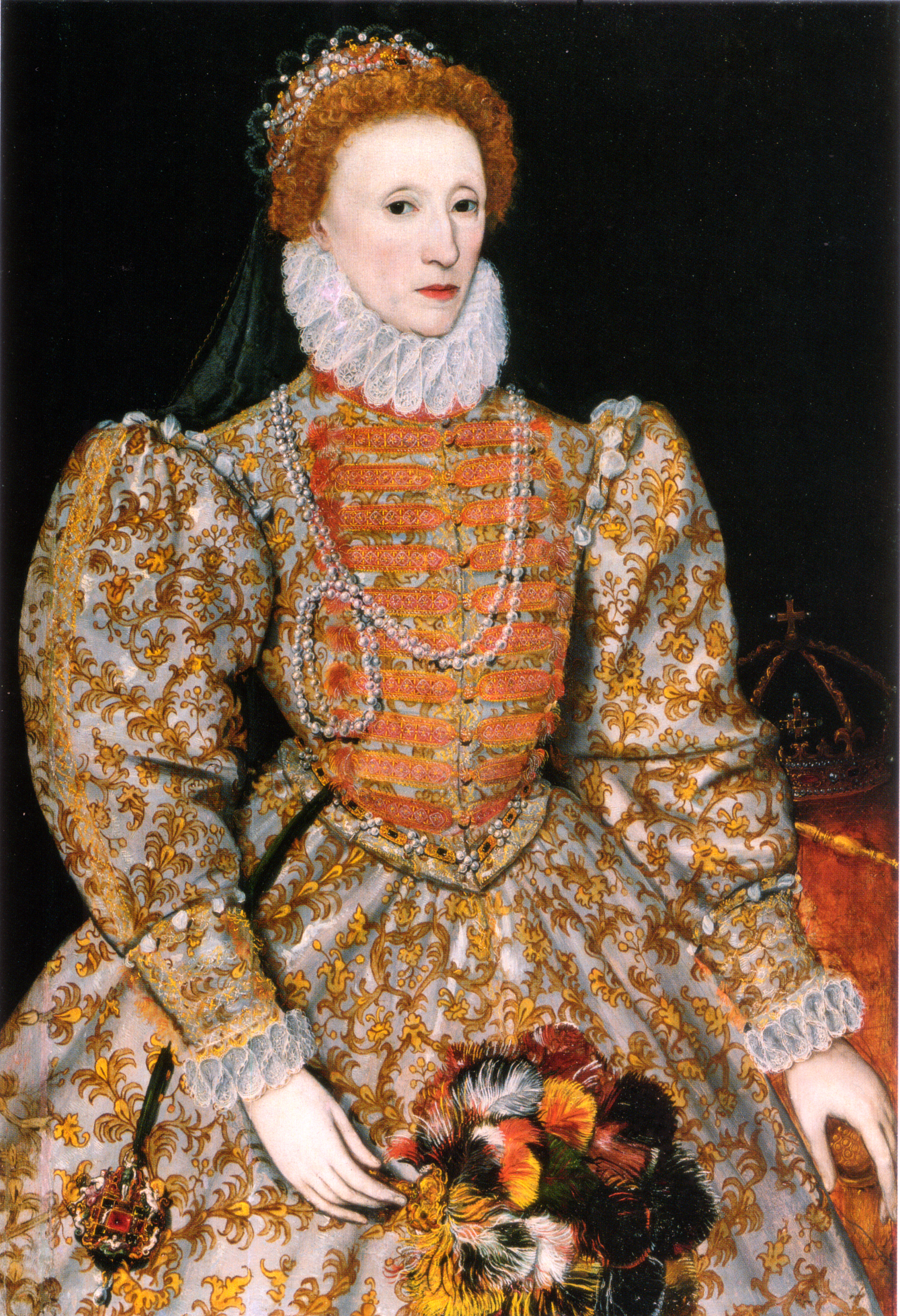
Elisabetta I d'Inghilterra in un ritratto anonimo attribuito a Federico Zuccari (circa 1575).

Alla morte di Maria, il trono passò a Elisabetta I, figlia di Enrico VIII e di Anna Bolena, e Filippo, non avendo intenzione alcuna di rinunciare all'Inghilterra, si propose a Elisabetta la quale, tuttavia, non rispose. Al di là di questo Filippo II mantenne la pace con l'Inghilterra e, allo scopo di mantenere gli equilibri europei, si adoperò affinché non venisse scomunicata dal papa, ma ben presto i rapporti peggiorarono. Infatti, con il tempo, Elisabetta prese ad appoggiare in modo sempre più massiccio i ribelli dei Paesi Bassi e incominciò una vera e propria guerra di corsa nelle Americhe allo scopo di saccheggiare i galeoni spagnoli. Nel 1585 Elisabetta firmò, in risposta all'appoggio della Spagna alla Lega cattolica, il trattato di Nonsuch, con il quale i rifornimenti ai ribelli olandesi non solo sarebbero aumentati, con la promessa dell'invio di un contingente militare, ma divennero anche pubblici.
Nel 1587 la condanna a morte di Maria Stuarda, regina di Scozia, fece fallire la speranza di porre sul trono d'Inghilterra un sovrano cattolico e così Filippo incominciò a convergere verso l'opzione di un'azione militare diretta. L'anno seguente fu equipaggiata l'Invincibile Armata, una flotta che contava 145 navi tra cui venti galeoni, che avrebbe dovuto fungere da forza di copertura per permettere lo sbarco sul suolo inglese di oltre 20 000 veterani dell'Armata delle Fiandre al comando di Alessandro Farnese. La spedizione fu, tuttavia, un completo fallimento per via di una completa inefficienza di comunicazioni: la flotta inglese vinse di misura quella spagnola presso Gravelines, Farnese non riuscì a giungere in tempo ai porti fiamminghi per l'imbarco e il resto dell'Armata fu distrutto dalle violente tempeste che dovette affrontare nel viaggio di ritorno. Nel 1596 e nel 1597 Filippo II ritentò l'impresa con altre tre flotte, ma in entrambi i casi non ebbe successo.
La sconfitta dell'Armata spagnola, in ogni caso, diede un grande appoggio morale alla causa protestante in tutta Europa, poiché molti interpretarono le tempeste che flagellarono l'armata come un segno della volontà di Dio, mentre l'ammiraglio spagnolo, il Duca di Medina Sidonia, tentò di discolparsi affermando che la sua flotta era stata inviata a combattere gli inglesi e non gli eventi avversi. Tuttavia lo stesso Filippo fu turbato dall'esito dello scontro e dagli effetti sul morale degli avversari, fino a osservare in privato che era empietà e bestemmia pretendere di conoscere la volontà di Dio. In ogni caso, dispose pensioni e compensazioni per le famiglie dei caduti dell'Invincibile Armata e istituì l'imposta dei millones per armare una nuova marina, tentando di curare i rifornimenti e le reti di intelligence.

### Morte

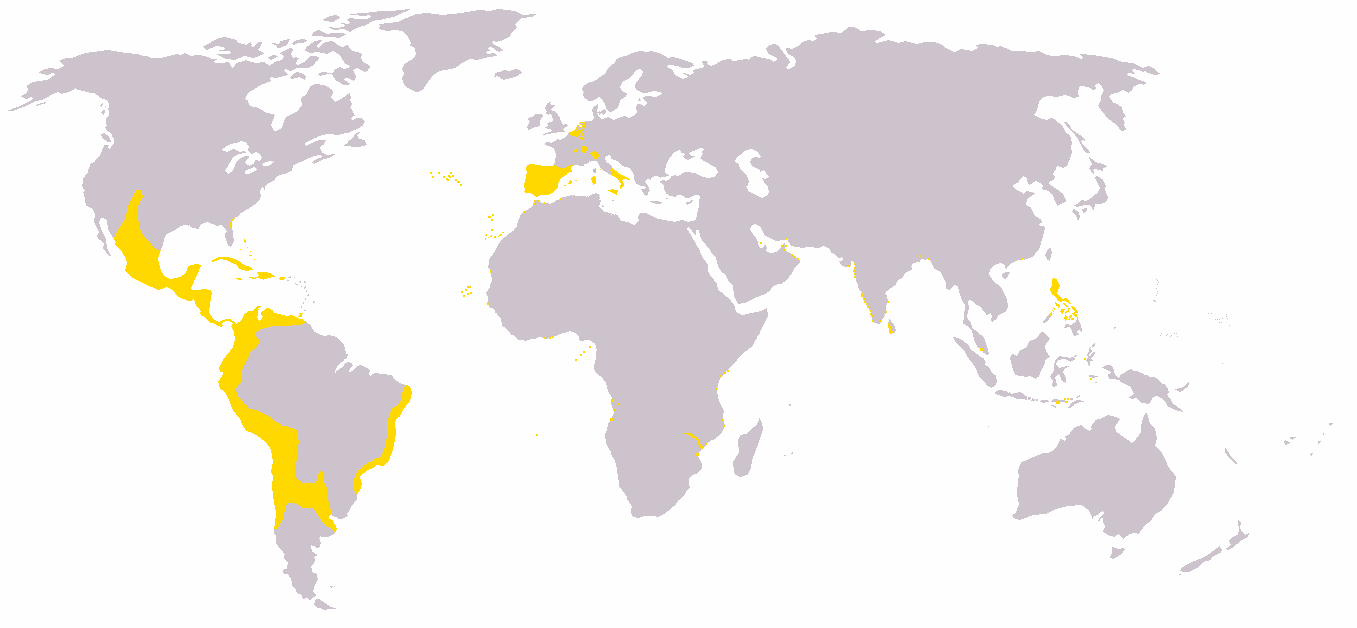
I domini di Filippo II nel 1598.

Negli ultimi anni Filippo II soffrì un lento e costante deterioramento delle sue condizioni di salute a causa di un cancro che lo portò alla morte il 13 settembre del 1598, dopo 52 giorni di agonia in cui soffrì una costante febbre, idropisia e gotta. Gli succedette il figlio ultimogenito, Filippo, con il nome di Filippo III.
I Medici celebrarono a Firenze, in San Lorenzo, il suo funerale in effigie il 10 novembre; Donato dell'Antella soprintendeva alla cerimonia, Vincenzo Pitti scrisse il testo e Ludovico Cardi, detto Cigoli, probabilmente si occupò della scenografia. Si trattò di una cerimonia spettacolare per la quale vennero realizzate, dagli accademici fiorentini, ventiquattro tele a monocromo rappresentanti le gesta del re, accompagnate da ricche stoffe nere e oro, emblemi del re, musiche ricercate ed effetti luministici.

## Giudizio storico

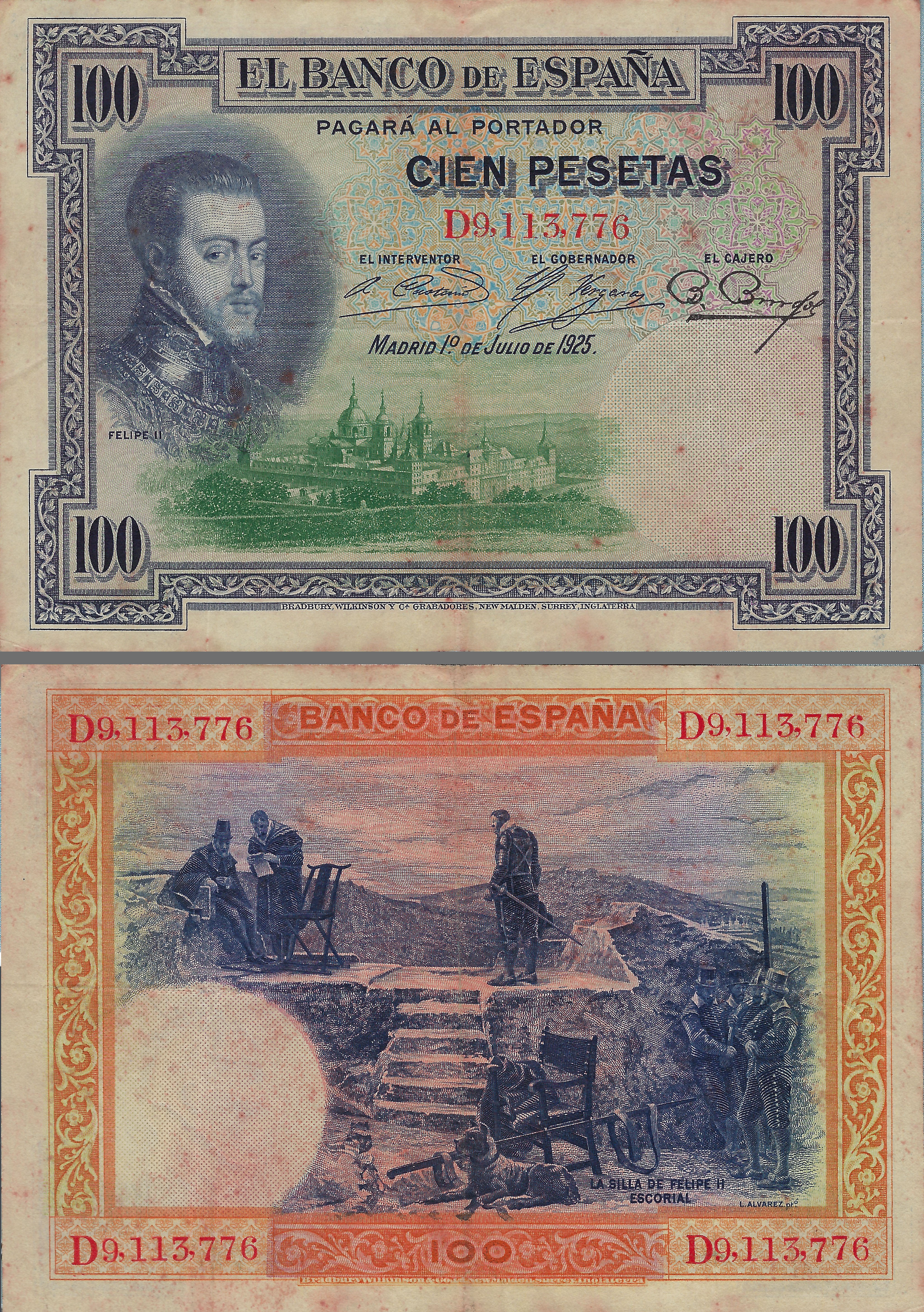
Banconota da 100 pesetas del 1925 raffigurante il re di Spagna Filippo II d'Asburgo

Nella seconda metà del Cinquecento sotto il Regno di Filippo II si definirono i caratteri specifici dell'assolutismo iberico, un sistema di governo che controllava un impero con vasti territori: dalle Filippine all'America e dai Paesi Bassi all'Italia. Tuttavia durante l'apice del Regno iniziarono a palesarsi difficoltà specialmente sul piano economico.
La politica interna di Filippo II si basò principalmente sul rafforzamento dell'autorità della monarchia, attraverso l'accentuazione del controllo sui territori a essa soggetti. Inoltre Filippo II esercitò il suo governo da una corte stabile e non itinerante. Decise così di stabilire la propria corte a Madrid; scartò le città di Toledo e di Valladolid poiché la prima sede del primate della Chiesa spagnola, ed entrambe per la scarsa presenza di acqua. Dunque la corte venne stabilita a Madrid e i circostanti luoghi reali. La città, oltre a poter assicurare abbondanti rifornimenti d'acqua alla corte e ai suoi giardini, possedeva un valore simbolico: ponendo la sua sede al centro geografico della penisola iberica, la monarchia asburgica si collocava idealmente al centro del Regno.
Sotto Filippo II la Spagna raggiunse l'apice della sua potenza ma, nonostante l'enorme quantità di ricchezze proveniente dall'immenso impero coloniale, non fu in grado di sopprimere il protestantesimo, di reprimere la ribellione olandese o di restaurare il cattolicesimo in Inghilterra. Tale politica estera fu certamente ispirata da un forte zelo religioso che lo portava a considerare la difesa dell'ortodossia cattolica come uno dei suoi principali obiettivi, secondo il principio del cuius regio, eius religio. Per tale motivo adottò un approccio estremamente rigido nei confronti dei ribelli, da lui assimilati ai turchi ottomani, riuscendo peraltro a impedire la diffusione del protestantesimo nei suoi domini in Italia e Spagna e a restaurarlo nelle Fiandre meridionali, l'odierno Belgio.
Altrettanto importante fu la sua lotta senza quartiere per la difesa del Mediterraneo dal dominio turco, di cui la battaglia di Lepanto del 1571 fu il più significativo esempio insieme agli aiuti da lui forniti sei anni prima ai maltesi nel grande assedio di Malta. In politica interna cercò con ogni mezzo di garantire attraverso la fede l'unità del suo vasto impero e a tale scopo intensificò l'operato dell'Inquisizione spagnola, proibì agli studenti lo studio in paesi stranieri o tramite libri vietati dalla censura, fece incarcerare per 17 anni l'arcivescovo di Toledo Bartolomé Carranza per la pubblicazione di alcuni suoi scritti giudicati dal re come eccessivamente vicini all'eresia.
Eppure, nonostante la rigida atmosfera religiosa, il suo regno fu segnato da una fioritura delle arti e della letteratura, di cui la Scuola di Salamanca fu la più importante manifestazione; Martín Azpilicueta, onorato a Roma da diversi papi, pubblicò il suo Manuale sive Enchiridion Confessariorum et Poenitentium (Roma, 1568), un lungo testo classico nelle scuole e nella pratica ecclesiastica; Francisco Suárez, egregio filosofo e teologo, generalmente considerato come il più grande esponente della scolastica dopo Tommaso d'Aquino, poté organizzare non solo in Spagna ma anche a Roma una serie di conferenze e ottenne l'onore della partecipazione del papa Gregorio XIII alla prima di queste. Nel 1588 Luis de Molina pubblicò il suo De liberi arbitrii cum gratiae Donis, divina praescientia, praedestinatione et reprobatione concordia, in cui tentò una presunta conciliazione alternativa tra la onniscienza di Dio con il libero arbitrio umano in una dottrina che poi diverrà nota come "Molinismo".
Filippo II fu il più potente monarca europeo in un'epoca di conflitti e guerre religiose, l'unico dotato di risorse tali da poter mantenere un notevole esercito professionale e, anche alla luce di ciò, la sua figura è divenuta un controverso argomento storico. Infatti, come fanno notare alcuni studiosi, anche prima della sua morte i suoi sostenitori avevano cominciato a tessere un'immagine del re gentiluomo, ricco di virtù e animato da una sincera pietà cristiana, quanto i nemici lo avevano dipinto come un mostro fanatico e dispotico.
Tale immagine nei secoli si sviluppò ulteriormente fino a creare una vera e propria dicotomia tra la Leggenda Nera e la Leggenda Bianca spagnola, di cui lo stesso Filippo fu in parte responsabile, poiché vietò ogni racconto biografico e comandò alla sua morte di bruciare la sua corrispondenza, impedendo qualunque investigazione nella sua vita privata. Inoltre il re rifiutò di difendersi dalle accuse lanciate dal suo segretario infedele Antonio Pérez, il quale pubblicò e fece diffondere una serie di calunnie sulla figura del suo antico padrone di cui solo recentemente si è potuto affermare la tendenziosità, in particolar modo sull'assassino di Escobedo.
In questo modo, l'immagine popolare del re, che sopravvive tuttora, fu creata alla vigilia della sua morte in un momento in cui, essendo la Spagna un pilastro della Controriforma, molti principi e leader religiosi europei ne erano i nemici, influenzando non poco il giudizio postumo sul monarca. Infatti, generalmente, la società anglo-americana, principale avversaria del re, mantenne un'opinione estremamente negativa sul conto di Filippo II, di cui l'opera di James Johnnot Ten Great Events in History (1887) fu un esempio per la descrizione del sovrano come «vano, bigotto, ambizioso (...), senza scrupoli nella ricerca dei mezzi» e che «vietando la libertà di pensiero, pose fine al progresso intellettuale del suo paese».
Tuttavia altri storici tesero a classificare quest'analisi come parte della leggenda nera e, più di recente, la sua opera è stata in parte rivalutata, come dimostra il ritratto del re nel film Elisabetta d'Inghilterra del 1937 che, pur con molte ombre, sottolinea il suo carattere di sovrano zelante, intelligente, religioso, con una preoccupazione sempre fissa per il suo paese, ma privo di qualunque altro interesse verso gli altri contendenti, aspetto sottolineato dal fatto che Filippo II non aveva alcuna conoscenza dell'inglese sebbene fosse stato re consorte d'Inghilterra con Maria Tudor.
La sua figura fu considerata assai negativamente anche in paesi cattolici quali la Francia o l'Italia per via della paura e l'invidia per i successi o per il dominio spagnolo, nonostante gli sforzi di molti storici per separare la leggenda dalla realtà: Martin Hume, nel suo Philip II of Spain (Londra, 1897) tentò di separare i pregiudizi, ormai radicati nel patrimonio culturale europeo, dalla realtà e sulla sua scia si pose Carl Bratli con l'opera Filip of Spanien (Koebenhaven, 1909); altri, invece, come Ludwig Pfandl, Felipe II. Bosquejo de una vida y un tiempo (Monaco di Baviera, 1938), mantennero un giudizio estremamente negativo sulla personalità del re, sottolineando i danni della sua politica estera ed economica.
Al contrario, gli storici di lingua spagnola tendono generalmente a considerare maggiormente i suoi successi militari, sottacendo l'indifferenza (o il supporto) verso il fanatismo cattolico o enfatizzando i successi in campo culturale e l'effimero sviluppo commerciale del regno. Tale aspetto viene considerato in alcune opere recenti, tra cui, in particolare, España y los españoles en la Edad Moderna (Salamanca, 1979), il cui autore, Fernández Álvarez, è sostenitore della tesi per cui la figura del sovrano venne interpretata in chiave patriottica nel corso del regime franchista, tra gli anni quaranta e cinquanta del XX secolo, dando luogo alla cosiddetta Leggenda Bianca.

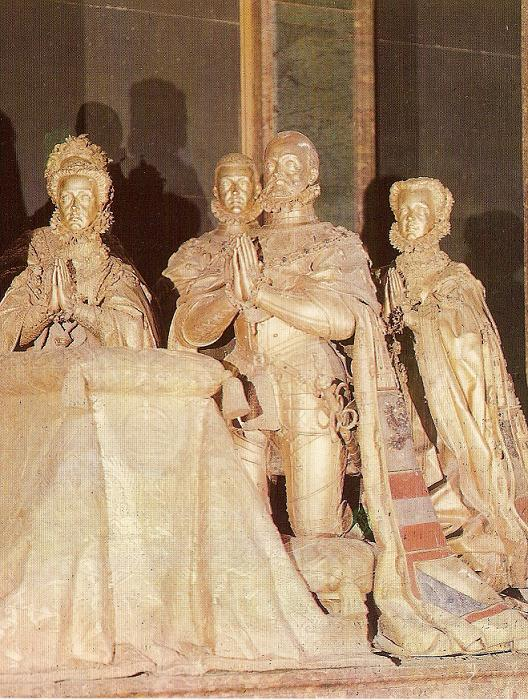
Cenotafio di Filippo II e della famiglia reale all'Escorial.

Piuttosto duri furono molti storici italiani e M. Van Durme, che descrisse il sovrano come fanatico, dispotico, un criminale mostro imperialista, minimizzando le vittorie militari di San Quintino e di Lepanto e sopravvalutando la sconfitta dell'Invincibile Armata, seguendo una scia diffusa tra gli storici inglesi e fortemente criticata da quelli spagnoli. Tra gli altri, Cabrera de Córdoba sottolineò quanto la maggior parte delle perdite dell'Invincibile Armata fosse derivata dalle tempeste e non dallo scontro con la flotta inglese e che, in ogni caso, il fallimento non portò cambiamenti nei rapporti di forza tra i vari Stati europei. Inoltre, come giustamente fa notare Martin Hume nel suo già citato Philip II of Spain, se si volesse compiere una valutazione oggettiva del regno di Filippo II sarebbe necessario analizzare anche l'operato dei suoi principali oppositori, Elisabetta I d'Inghilterra e Guglielmo I di Nassau, considerati come veri e propri padri fondatori dei rispettivi paesi, diminuendo così la loro importanza nella storia.
Alla luce di tutto ciò sarebbe difficile caratterizzare il regno di Filippo II come una serie di fallimenti: concluse vittoriosamente il lungo periodo delle guerre d'Italia, respingendo le ambizioni francesi dei Valois, fu colonizzato l'arcipelago delle Filippine, così rinominato in suo onore dall'esploratore Ruy López de Villalobos, e consolidò l'impero coloniale, cui aggiunse anche i territori portoghesi. Infine, incrementò l'importazione di risorse minerarie dalle colonie, riuscì con successo a impedire la secessione dell'Aragona durante la crisi del 1591-92 e bloccò sul mare l'avanzata ottomana; i suoi sforzi contribuirono, al di là degli scacchi in Inghilterra e nei Paesi Bassi, al successo della Controriforma cattolica nel controllo della marea religiosa del protestantesimo in Europa.

## Discendenza
Filippo si sposò per ben quattro volte e per quattro volte divenne vedovo; pur avendo avuto numerosi figli, solo pochi di essi giunsero all'età adulta.
La prima volta Filippo si sposò a sedici anni con sua cugina, l'infanta Maria Emanuela d'Aviz, figlia dello zio materno, il re Giovanni III del Portogallo e della zia Caterina d'Asburgo. Dal matrimonio nacque un solo figlio, a seguito del cui parto la regina morì:
- Don Carlos, principe delle Asturie (8 luglio 1545 - 24 luglio 1568), morto celibe e senza prole.

Nel 1554 Filippo si risposò con una sua seconda cugina, la regina Maria I d'Inghilterra: fu un matrimonio politico, a seguito del quale divenne jure uxoris re d'Inghilterra. Il matrimonio non diede figli, anche se Maria credette di essere incinta in almeno due occasioni; con ogni probabilità, si trattava di gravidanze isteriche. Maria morì, probabilmente di cancro alle ovaie, dopo quattro anni di matrimonio.
Nel 1559 Filippo si risposò con la principessa Elisabetta di Valois, figlia maggiore del re Enrico II di Francia e di Caterina de' Medici; Elisabetta morì nel 1568 a seguito di un aborto spontaneo. Dal matrimonio nacquero cinque figlie:
- Due gemelle nate morte (1564).
- Isabella Clara Eugenia di Spagna (12 agosto 1566 - 1º dicembre 1633), sposò l'arciduca Alberto d'Austria. Ebbe dei figli, che però non raggiunsero l'età adulta.
- Caterina Michela di Spagna (10 ottobre 1567 - 6 novembre 1597), sposò Carlo Emanuele I di Savoia. Ebbero discendenza.
- Figlia abortita o nata morta (1568).

Infine, Filippo sposò la nipote, l'arciduchessa Anna d'Austria, da cui ebbe:
- Ferdinando d'Asburgo, principe delle Asturie (4 dicembre, 1571 - 18 ottobre 1578).
- Carlos Lorenzo d'Asburgo (12 agosto, 1573 - 30 giugno 1575).
- Diego d'Asburgo, principe delle Asturie (15 agosto 1575 - 21 novembre 1582).
- Filippo III di Spagna (3 aprile 1578 - 31 marzo 1621).
- Maria d'Asburgo (14 febbraio 1580 - 5 agosto 1583).

Per quanto fosse stato un matrimonio conviviale e soddisfacente sia per Filippo sia per Anna, quest'ultimo segnò l'inizio dei matrimoni endogamici che portarono alla fine della casa d'Austria con Carlo II per via dell'eccessiva consanguineità, sebbene fosse prassi comune anche nella dinastia precedente e nella casata di Portogallo, con cui essa era maggiormente imparentata.

## Ascendenza
|                        |                   |                         | Genitori                 |  |  | Nonni |  |  | Bisnonni                 |  |  | Trisnonni              |  |
|                        |                   |                         |                          |  |  |       |  |  | Massimiliano I d'Asburgo |  |  | Federico III d'Asburgo |  |
|                        |                   |                         |                          |  |  |       |  |  | Massimiliano I d'Asburgo |  |  | Federico III d'Asburgo |  |
|                        |                   | Eleonora d'Aviz         |                          |  |  |       |  |  | Massimiliano I d'Asburgo |  |  |                        |  |
| Filippo I d'Asburgo    |                   |                         |                          |  |  |       |  |  | Massimiliano I d'Asburgo |  |  |                        |  |
|                        |                   | Maria di Borgogna       | Carlo I di Borgogna      |  |  |       |  |  |                          |  |  |                        |  |
|                        |                   | Maria di Borgogna       | Carlo I di Borgogna      |  |  |       |  |  |                          |  |  |                        |  |
|                        |                   | Maria di Borgogna       | Isabella di Borbone      |  |  |       |  |  |                          |  |  |                        |  |
| Carlo V d'Asburgo      |                   | Maria di Borgogna       |                          |  |  |       |  |  |                          |  |  |                        |  |
|                        |                   | Ferdinando II d'Aragona | Giovanni II d'Aragona    |  |  |       |  |  |                          |  |  |                        |  |
|                        |                   | Ferdinando II d'Aragona | Giovanni II d'Aragona    |  |  |       |  |  |                          |  |  |                        |  |
|                        |                   | Ferdinando II d'Aragona | Giovanna Enríquez        |  |  |       |  |  |                          |  |  |                        |  |
| Giovanna di Trastámara |                   | Ferdinando II d'Aragona |                          |  |  |       |  |  |                          |  |  |                        |  |
|                        |                   | Isabella I di Castiglia | Giovanni II di Castiglia |  |  |       |  |  |                          |  |  |                        |  |
|                        |                   | Isabella I di Castiglia | Giovanni II di Castiglia |  |  |       |  |  |                          |  |  |                        |  |
|                        |                   | Isabella I di Castiglia | Isabella d'Aviz          |  |  |       |  |  |                          |  |  |                        |  |
| Filippo II d'Asburgo   |                   | Isabella I di Castiglia |                          |  |  |       |  |  |                          |  |  |                        |  |
|                        | Ferdinando d'Aviz | Edoardo I d'Aviz        |                          |  |  |       |  |  |                          |  |  |                        |  |
|                        | Ferdinando d'Aviz | Edoardo I d'Aviz        |                          |  |  |       |  |  |                          |  |  |                        |  |
|                        | Ferdinando d'Aviz | Eleonora di Trastámara  |                          |  |  |       |  |  |                          |  |  |                        |  |
| Manuele I d'Aviz       | Ferdinando d'Aviz |                         |                          |  |  |       |  |  |                          |  |  |                        |  |
|                        |                   | Beatrice d'Aviz         | Giovanni d'Aviz          |  |  |       |  |  |                          |  |  |                        |  |
|                        |                   | Beatrice d'Aviz         | Giovanni d'Aviz          |  |  |       |  |  |                          |  |  |                        |  |
|                        |                   | Beatrice d'Aviz         | Isabella di Braganza     |  |  |       |  |  |                          |  |  |                        |  |
| Isabella d'Aviz        |                   | Beatrice d'Aviz         |                          |  |  |       |  |  |                          |  |  |                        |  |
|                        |                   | Ferdinando II d'Aragona | Giovanni II d'Aragona    |  |  |       |  |  |                          |  |  |                        |  |
|                        |                   | Ferdinando II d'Aragona | Giovanni II d'Aragona    |  |  |       |  |  |                          |  |  |                        |  |
|                        |                   | Ferdinando II d'Aragona | Giovanna Enríquez        |  |  |       |  |  |                          |  |  |                        |  |
| Maria di Trastámara    |                   | Ferdinando II d'Aragona |                          |  |  |       |  |  |                          |  |  |                        |  |
|                        |                   | Isabella I di Castiglia | Giovanni II di Castiglia |  |  |       |  |  |                          |  |  |                        |  |
|                        |                   | Isabella I di Castiglia | Giovanni II di Castiglia |  |  |       |  |  |                          |  |  |                        |  |
|                        |                   | Isabella I di Castiglia | Isabella d'Aviz          |  |  |       |  |  |                          |  |  |                        |  |
|                        |                   | Isabella I di Castiglia |                          |  |  |       |  |  |                          |  |  |                        |  |

## Titoli, trattamento e stemma
- 21 maggio 1527 – 16 gennaio 1556 Sua altezza reale l'infante don Filippo
- 16 gennaio 1556 – 14 aprile 1598 Sua maestà cattolica re Filippo II
- Principe ereditario: 21 maggio 1527 - 16 gennaio 1556
  - Principe delle Asturie
  - Principe di Girona, Duca di Montblanc, Conte di Cervera e Signore di Balaguer
  - Principe di Viana
- Re di Castiglia come Filippo II: 16 gennaio 1556 - 13 settembre, 1598
  - Re di Castiglia, di León, di Granada, di Toledo, di Galizia, di Siviglia, di Cordova, di Murcia, di Jaén, delle Algarve, di Algeciras, di Gibilterra, delle isole Canarie, delle Indie occidentali e orientali, delle Isole e della Terraferma del Mare Oceano,[60] Signore di Molina
  - Re di Navarra, Signore di Vizcaya
- Re d'Aragona come Filippo I: 16 gennaio 1556 - 13 settembre 1598
  - Re delle Due Sicilie
    - Re di Napoli, di Gerusalemme: 25 luglio 1554
    - Re di Sicilia, Duca di Atene e di Neopatria

  - Re di Valencia
  - Re di Maiorca
  - Re di Sardegna, della Corsica, Marchese di Oristano e Conte di Goceano
  - Conte di Barcellona, di Rossiglione e di Cerdagna
- Re del Portogallo come Filippo I: 12 settembre 1580 - 13 settembre 1598
  - Altissimo, Sereno e Potente signore, Re del Portogallo e dell'Algarve, di qua e di là del mare in Africa, Signore della Guinea e della Conquista, Navigazione e Commercio d'Etiopia, Arabia, Persia e India, ecc., Fedelissimo re
- Re d'Inghilterra de jure uxoris come Filippo I: 25 luglio 1554 - 17 novembre 1558
  - Re d'Inghilterra, Re di Francia, Difensore della Fede[61]
  - Re d'Irlanda
- Titoli patrimoniali:
  - Duca di Milano: 11 ottobre 1540 (donazione segreta), 25 luglio 1554 (pubblica investitura) - 13 settembre 1598
  - Vicario imperiale di Siena: 30 maggio 1554
  - Arciduca d'Austria
  - Conte d'Asburgo e del Tirolo
  - Re d'Ungheria, di Dalmazia, di Croazia
  - Principe di Svevia
  - Signore dello Stato dei Presidi
- Titoli borgognoni:
  - Signore dei Paesi Bassi: 25 ottobre 1555 - 13 settembre 1598
    - Duca di Brabante, Duca di Limburgo, Duca del Lussemburgo, di Gheldria, Conte delle Fiandre, di Artois, di Hainaut, d'Olanda, di Zelanda, Marchese di Namur, Conte di Zutphen, Margravio del Sacro Romano Impero, Signore di Frisia, Salins, Malines, dei Paesi, delle città e delle terre di Utrecht, Overijssel, Groninga

  - Conte Palatino di Borgogna, 10 giugno 1556; Conte di Charolais, 21 settembre 1558
  - Duca di Borgogna
- Dominatore in Asia e Africa

### Stemma
| VERSIONI UFFICIALI                                                 | VERSIONI UFFICIALI | VERSIONI UFFICIALI |
| ------------------------------------------------------------------ | ------------------ | ------------------ |
|                                                                    |                    |                    |
| 1554–1558 Come re di Spagna (dal 1556) e Re consorte d'Inghilterra | 1558–1580          | 1580–1598          |

| VARIANTI ITALIANE | VARIANTI ITALIANE | VARIANTI ITALIANE | VARIANTI ITALIANE            | VARIANTI ITALIANE |
| Ducato di Milano  | Ducato di Milano  | Ducato di Milano  | Regno di Napoli e di Sicilia | Regno di Sardegna |
| ----------------- | ----------------- | ----------------- | ---------------------------- | ----------------- |
|                   |                   |                   |                              |                   |
| 1554–1558         | 1558–1580         | 1580–1598         | 1554–1598                    | 1580-1598         |

|                                                         |                                                        |                                                 |
| Scudo d'arme di Filippo come Re d'Inghilterra 1556–1558 | Stemma con supporti, creste di piume e motto 1580–1598 | Stemma con supporti e creste di piume 1580–1598 |